# شگفت‌انگیزترین شب زندگیم
شگفت‌انگیزترین شب زندگیم (به ایتالیایی: La più bella serata della mia vita) محصول ۱۹۷۲ ایتالیا فیلمی کمدی - درام به کارگردانی اتوره اسکولا براساس کتابی به نام بازی خطرناک اثر فریدریش دورنمات است. فیلم با همکاری فرانسه ساخته شد و در آنجا با نام La Plus Belle Soirée de ma vie اکران شد.